# Comuna Hvorostiv, Liuboml
Hvorostiv (în ucraineană Хво́ростів) este o comună în raionul Liuboml, regiunea Volînia, Ucraina, formată din satele Hvorostiv (reședința) și Ruda.

## Demografie
Componența lingvistică a satului Hvorostiv
     Ucraineană (99,07%)
     Alte limbi (0,85%)
Conform recensământului din 2001, majoritatea populației satului Hvorostiv era vorbitoare de ucraineană (99,07%), existând în minoritate și vorbitori de alte limbi.